# League Championship Series

Logo delle National League Championship Serie del 2001, anno della vittoria degli Arizona Diamondbacks

Le League Championship Series sono il secondo turno che una squadra affronta nei play-off della Major League Baseball nonché la serie finale per ciascuna delle due leghe:
- American League Championship Series (ALCS)
- National League Championship Series (NLCS)

Vi accedono le squadre vincitrici delle Division Series di ciascuna lega, che si contendono il pennant, il titolo di lega.
La squadra vincitrice nella serie, che si gioca al meglio delle sette partite, accede alle World Series in cui incontra i campioni dell'altra lega in una serie di gare al meglio delle sette.